# Teutoni
I Tèutoni (in latino: Teutones o Teutoni, in greco: οἱ Τεύτονες) erano secondo fonti romane un popolo germanico dell'antichità, che originariamente viveva nello Jutland. I Teutoni emigrarono dallo Jutland assieme ai Cimbri intorno al 120 a.C. e si spinsero fino in Italia (vedi guerre cimbriche).

## Etimologia del nome
Il nome Teutones o Teutoni tramandato dalle fonti greche e romane non permette di riconoscere una provenienza certa. Potrebbe essere tanto di origine celtica quanto protogermanica. Poiché esisteva una grande quantità di lessemi simili, non è possibile tracciare un collegamento ad una località precisa.
Il termine è stato spesso collegato con l'etnonimo Deutsche ("tedeschi"), che risale ai termini in alto tedesco antico theodisk, diutsc, i quali possedevano la radice germanica theoda, che significa "popolo" o "tribù". Significava originariamente "appartenente al popolo" e "che parla la lingua del popolo".
I geografi antichi videro a lungo nella denominazione Teutoni un nome collettivo per gli abitanti non celtici della costa del Mare del Nord o anche per l'interezza dei Germani.

## Storia
L'autore romano Plinio il Vecchio fu il primo a riportare che i Teutoni vivevano sulla costa occidentale dello Jutland, verosimilmente a sud dei Cimbri, e che in quei luoghi praticavano il commercio dell'ambra. Secondo gli autori antichi, una devastante marea costrinse i Teutoni ad abbandonare infine le loro aree di insediamento.
Quando la tribù dei Cimbri abbandonò lo Jutland attorno al 120 a.C., anche i Teutoni decisero di spostarsi altrove. Questo indusse le tribù a muoversi attraverso la Germania. La fortezza romana di Teutoburgium, circa 19 chilometri a nord della città moderna di Vukovar, viene spesso citata come prova della loro presenza. Non è tuttavia chiaro se i Teutoni si fossero subito uniti ai Cimbri, o se li seguissero ad una certa distanza. La loro partecipazione alla battaglia di Noreia nel 113 a.C. è attestata in diverse fonti antiche. La migrazione attraversò poi il Reno e, come riportò Cesare, devastò la Gallia, prima di subire una sconfitta da parte dei Belgi. I Germani si volsero allora contro le zone di insediamento romano e sconfissero un esercito romano nella battaglia di Arausio nell'anno 105 a.C., dopodiché i due popoli si divisero. Mentre i Cimbri si spostarono in direzione della Spagna, i Teutoni rimasero in Gallia. Solo due anni più tardi tornarono ad unirsi per un attacco congiunto alla Repubblica romana, ma qui i Teutoni, guidati dal loro re Teutobod, subirono nel 102 a.C. una devastante sconfitta nella battaglia di Aquae Sextiae da parte di Gaio Mario, nella quale vennero praticamente sterminati.
Dopo la battaglia i Teutoni non vengono più nominati nelle fonti romane. Le parti dell'esercito teutone sopravvissute alla sconfitta si stabilirono presso la Mosa sotto il nome di Aduatuci. Verosimilmente, ancora nel II - III secolo d.C. essi risiedevano nei dintorni del Meno.

## I Teutoni nella cultura di massa
Dalle loro prime vittorie contro gli eserciti romani, si creò un collegamento fra i Teutoni ed il terrore che avevano generato, così che gli storici romani parlavano di furor teutonicus, furore teutonico. A partire dalla tarda età carolingia, l'aggettivo latino teutonicus venne utilizzato per indicare la popolazione residente nell'Impero carolingio che non parlava una lingua romanza e nel corso del Medioevo, venne utilizzato come traduzione per deutsch, tedesco (ad esempio, Ordo Teutonicus, o ordine dei Cavalieri Teutonici, è la traduzione di Deutscher Orden).
A volte, un "tedesco tipico" viene indicato anche come teutone o teutonico, o nel senso di "un uomo di forma possente e robusta", o di deutschtümelnd, ovvero un individuo che accenti eccezionalmente i propri tratti caratteriali di tedesco. I concetti sono usati a scopo ironico.